# Hochleckenkogel
Der Hochleckenkogel, geläufiger kurz Hochlecken, ist ein 1691 m ü. A. hoher Berg im westlichen Höllengebirge. Sein mit Berg-Kiefern bewachsener Gipfel fällt mit einer steilen NO-Flanke ins hintere Aurachkar ab. Auf dieser Seite befindet sich der Eingang zur Hochlecken-Großhöhle. Am Gipfel befindet sich ein alter Vermessungsstein mit der Aufschrift: „Operatio Astronom. Trigonom. 1811“ auf der einen Seite und „KV Regnante Imperator Francisco Prim.“ auf der anderen, der auf die Franziszeische Landesaufnahme verweist. Sein östlicher Nachbargipfel ist der etwas höhere, wesentlich bekanntere Brunnkogel. Etwas über einen Kilometer weiter westlich steht das  Hochleckenhaus des Österreichischen Alpenvereins. Der Hochleckenkogel steht in der Dominanz als nähester Gipfel der Alpen über dem Großen Arber.

## Anstiege
- Vom Hochleckenhaus auf markiertem Weg über das Plateau, Gehzeit: etwa 50 Minuten
- Von der Taferlklause durch das Aurachkar, Gehzeit: etwa 2 bis 2½ Stunden.

## Schiff Hochlecken
Zwei relativ kleine Motorschiffe im Attersee trugen den Namen Hochlecken nach dem Berg, der diesen See dominiert. Auch im Traunsee östlich des Bergs sind beide Schiffe gefahren, vor bzw. nach einem Transfer über Land.
- Das 60 Personen fassende Elektromotorschiff, das zuvor als Traunstein am Traunsee fuhr kam 1941 als Hochlecken zur Attersee-Schifffahrt, wurde im Winter 1951/52 von Elektro- auf Dieselmotor umgestellt und ab 1977 vom Linienbetreiber verkauft, der Holzrumpf schlug 1997 leck, woraufhin das Boot an Land aufgestellt wurde.
- Die neue Hochlecken war ab 1931 als Wallberg im Tegernsee in Deutschland im Dienst, wurde 1977 im Attersee eingesetzt und getauft. 1989 ging sie in den Traunsee.